# Guerre des Mécontents

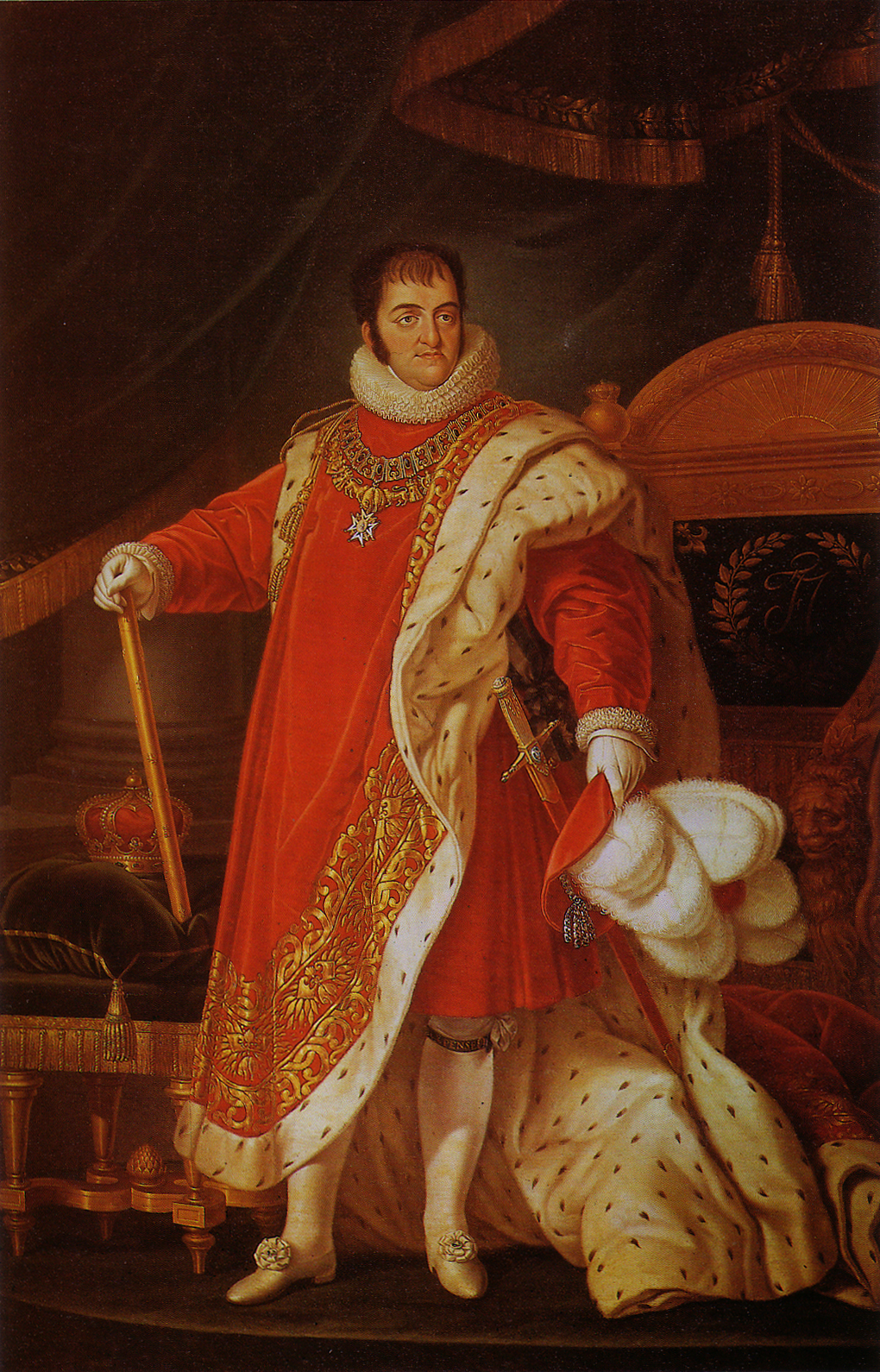
Ferdinand VII, tableau de Luis de la Cruz y Ríos.

La guerre des Mécontents (en catalan : Guerra dels Malcontents ou dels Agraviats ; en castillan Guerra de los Agraviados, littéralement « guerre des lésés ») est un soulèvement ultra-absolutiste ayant débouché sur une guerre civile entre mars et octobre 1827 en Catalogne et, dans une moindre mesure, au Pays valencien, en Aragon, au Pays basque et en Andalousie. Les Malcontents se soulevèrent contre le gouvernement absolutiste modéré qui, selon eux, « séquestrait » le roi d’Espagne Ferdinand VII. Les insurgés, dans leur majorité des paysans et artisans, parvinrent à mobiliser en Catalogne entre 20 000 et 30 000 hommes et à occuper la plus grande partie de la région au mois de septembre,,. Les dirigeants de la rébellion étaient d’anciens officiers royalistes de l’« armée de la foi » ayant combattu aux côtés du corps expéditionnaire de l’armée française qui avait envahi l’Espagne en 1823 pour mettre fin au régime constitutionnel du Triennat libéral.
À la suite d’un déplacement que fit le monarque en Catalogne afin de montrer qu’il jouissait de pleine liberté, les rebelles déposèrent les armes et le conflit prit fin.
Cette révolte constitue un antécédent direct des guerres carlistes.

## Contexte
Comme au cours du Triennat libéral (1820-1823) s’était produite une scission des libéraux entre « modérés » et « exaltés », durant la Décennie abominable ce furent les absolutistes qui se divisèrent entre « réformistes » — partisan d’« adoucir » l'absolutisme en suivant les avertissements de la Quadruple Alliance et de la France de la Restauration — et les « ultras » […], qui défendaient la restauration complète de l’absolutisme, incluant le rétablissement de l’Inquisition que Ferdinand VII, sous la pression des puissances européennes, n’avait pas réinstitué après son abolition par les libéraux au cours du Triennat. Les ultras — également appelés « apostoliques », « ultra-royalistes » ou « ultra-absolutistes » — avaient dans le frère du roi, Charles de Bourbon — Carlos de Borbón, héritier du trône car Ferdinand VII, après trois mariages, n’avait pas réussi à avoir de descendance —, leur principal protecteur, raison pour laquelle on les appela quelquefois « carlistes ». Après les insurrections de Joaquín Capapé (1824) et celle de Georges Bessières (1825), le conflit le plus grave qu’ils protagonisèrent fut la guerre des Mécontents, qui se déroula entre mars et octobre 1827 et dont l’épicentre fut la Catalogne.

## Histoire

### Le soulèvement

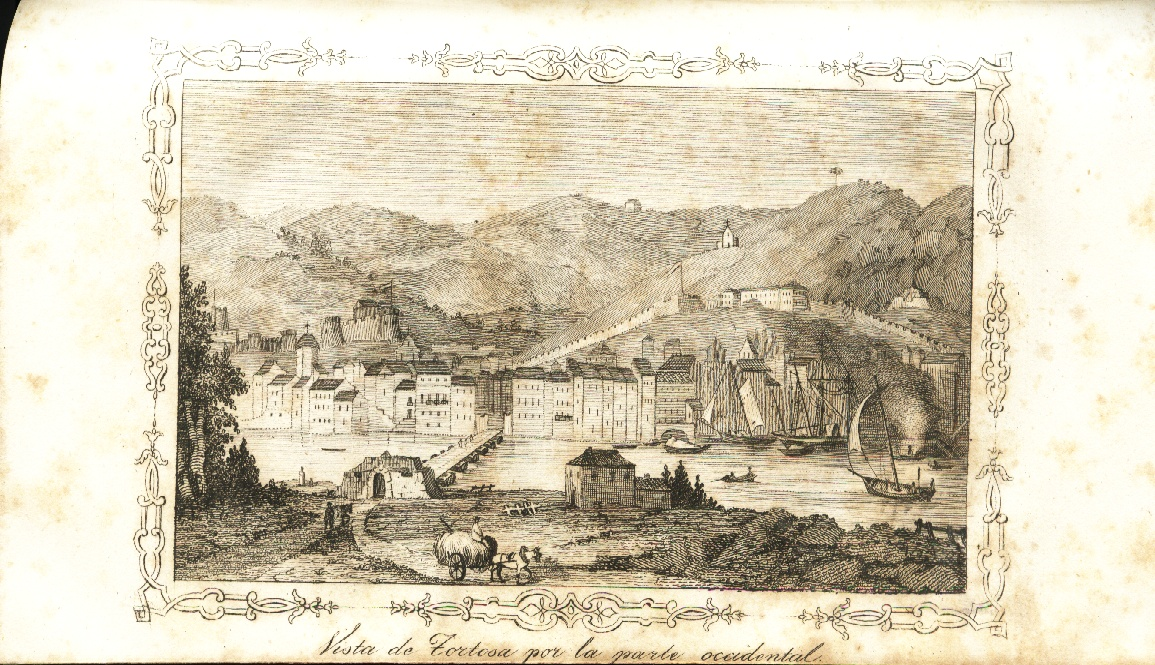
Tortosa, capitale des terres de l'Èbre, où surgirent les premiers noyaux de Mécontents.

En mars 1827, les premières partidas realistas (milices royalistes) furent formées dans les terres de l'Èbre sous le commandement du colonel Antoni Trillas et du capitaine Salvador Llovet, qui, rapidement mis en déroute, échouèrent dans leur tentative de prendre Tortosa au petit matin du 12 du même mois. Trillas et Llovet seraient fusillés début avril. Comme le rapporta le consul français à Barcelone, ces milices royalistes portaient « un drapeau sur lequel on voit le roi Ferdinand la tête en bas et un agen exterminateur qui piétine un noir [un libéral] et le transperce avec son épée. Leur cri de guerre est "Vive le roi Charles V, vive la sainte Inquisition, dehors les Français" ». Selon un rapport officiel, il s’agissait d’une protestation d’officiers « dont on disait que la qualification de leurs services dans les rangs royalistes les avaits mécontentés, ainsi que le retard avec lequel ils recevaient leurs paies ». Le 1er avril, Narcís Abrés (es) se soulevait près de Gérone, étendant la rébellion au nord de la Catalogne.

La guerre eut principalement lieu dans la Catalogne centrale, formée par les compars que de Bages (capitale Manresa), Berguedà (capitale Berga), Moianès (capitale Moià), Solsonés (capitale Solsona), Osona (capitale Vic) et le nord d'Anoia (capitale Igualada), et les comarques voisines de Segarra (capitale Cervera) et La Garrotxa (capitale Olot), en plus de l’Alt Camp (capitale Valls) et du Baix Camp (capitale Reus).

Le soulèvement atteignit son apogée à l'été, « suivant l’évolution des travaux de moissons, à la fin desquelles de nombreux journaliers s’unissaient aux milices qui offraient une bonne rétribution, ce qui démontre que les organisateurs disposaient d’abondantes ressources ». Un chef militaire français informa son gouvernement que les insurgés « ont des presses lithographiques et distribuent des proclamations ; les officiers portent des nominations et des instructions imprimées, et reçoivent une solde qui ne provient pas exclusivement des contributions qu’ils touchent ». Le 31 juillet, Josep Busoms (surnommé Jep dels Estanys), l’un des leaders de ceux qui commençaient à être connus comme les « mécontents », faisait une proclamation à Berga — il s’attribua à lui-même le titre de comte de Berga —, : 

« Non, Espagnols, non ; nos plaintes et clameurs ne sont pas contre notre Roi ; nous ne prétendons pas non plus en aucune façon que le Gouvernement renonce. Nos clameurs se dirigent contre cette racaille infernale qui après avoir été des fils infidèles à la patrie […] ont réussi à s’emparer des emlois et affectations, à sucer avec abondance le sang de ceux qu’ils ne purent immoler avant. »

Dès lors, les revendications de légitimité de l’infant Charles (« carlistes ») furent dès lors abandonnées et la justification donnée au soulèvement était que le roi était prisonnier à la cour, contrôlé par les francs-maçons et les révolutionnaires, qui étaient ceux qui gouvernaient en réalité. Josep Clarà, l’un des dirigeants de la rébellion, proclama à Vic : « La fin de notre glorieuse alarme est que notre bien aimé monarque Ferdinand VII se voie libre de plusieurs individus maçons qui avec habileté et sagacité ont su conserver et s’emparer du Gouvernement ». À la mi-septembre, les insurgés occupaient la plus grande partie de la principauté de Catalogne,,. Les dirigeants de la rébellion étaient d’anciens officiers royalistes de l'« armée de la foi » ayant combattu aux côtés du corps expéditionnaire de l’armée française qui avait envahi l’Espagne en 1823 pour mettre fin au régime constitutionnel du Triennat libéral. Un rapport français d’août 1827 disait : 

« Depuis le mois de mars dernier, la Catalogne est livrée à des perturbations qui, ayant commencé partielles et isolées, ont pris plus tard une certaine augmentation et se développent de façon si menaçante qu’il faut craindre que très vite elles couvrent la province entière. […] Au commencement les cris des rebelles étaient : "Vive Charles V, vive l’Inquisition, mort aux noirs [les libéraux], dehors les Français". En passant du sur au nord, la sédition a changé et maintenant ils sont : "Vive le roi absolu, vive l’Inquisition, dehors la police et les sectaires (es)". […] Ils prenaient auparavant le nom de "carlistes" ; actuellement ils se nomment "royalistes lésés". Le triomphe de la religion, le rétablissement de l’Inquisition et la mort des noirs : voici ce qui est commun aux factieux du sud et du nord, ceux d’hier et ceux d’aujourd’hui »

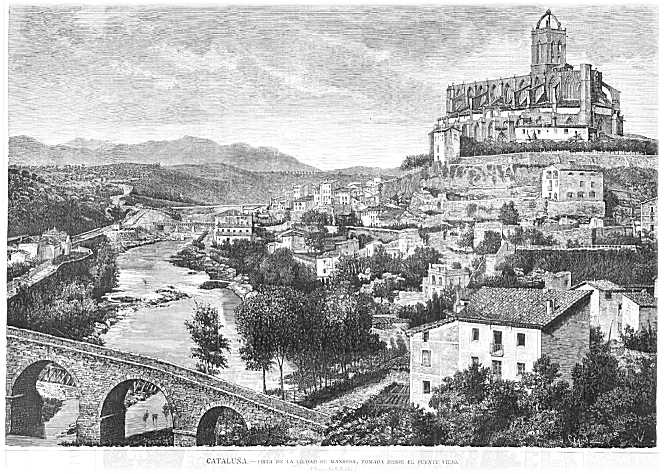
Manresa, capitale de la rébellion des Mécontents.

Le 28 août, ils formèrent à Manresa, prise quelques jours auparavant et devenue dès lors la capitale de la rébellion, une Junta superior provisional de gobierno del Principado (« Junte supérieure provisoire de gouvernement de la Principauté [de Catalogne] »), formée par quatre membres, deux clercs et deux séculiers, et présidée par le colonel Agustín Saperes, surnommé « Caragol » (« Escargot » en catalan), qui dans un arrêt du 9 septembre insistait sur la fidélité au roi Ferdinand VII. La proclamation, adressée aux « bons Espagnols » commençait ainsi ; « Le moment est arrivé que les vénérables royalistes entrent de nouveau dans une lutte plus sanglante peut-être que celle des années vingt »,. Ils prirent par la suite Vic, Cervera, Solsona, Berga, Olot, Valls et Reus, et mirent le siège sur Gérone. À Manresa, ils éditèrent le périodique El Catalán realista (« Le Catalan Royaliste »), dont le numéro du 6 septembre donna le slogan de l’insurrection : « Vive la Religion, vive le Roi absolu, vive l’Inquisition, mort à la Police, mort au Maçonisme et à toute la secte impie ». Ils justifiaient la rébellion en alléguant que le roi Ferdinand VII était « séquestré » par le gouvernement si bien que son objectif était de « soutenir la souveraineté de notre bien aimé roi Ferdinand », bien qu’il publiât également des « Vive Charles V », frère du roi et héritier du trône, qui partageait l’idéologie ultra.

Un rapport français relatait l’impact alarmant de la rébellion en Catalogne : 

« Il règne dans toute la province une agitation générale. Les communications offrent chaque jour moins de sécurité, les opérations commerciales ont cessé dans une bonne mesure et l’industrie, qui a besoin de la paix pour pouvoir se développer, est dans une langueur totale. Les échanges entre le littoral et l’intérieur sont arrêtés : tout est stagnation, et seules les grandes villes jouissent de tranquillité. »

### Réponse du gouvernement: voyage de Ferdinand VII en Catalogne et répression

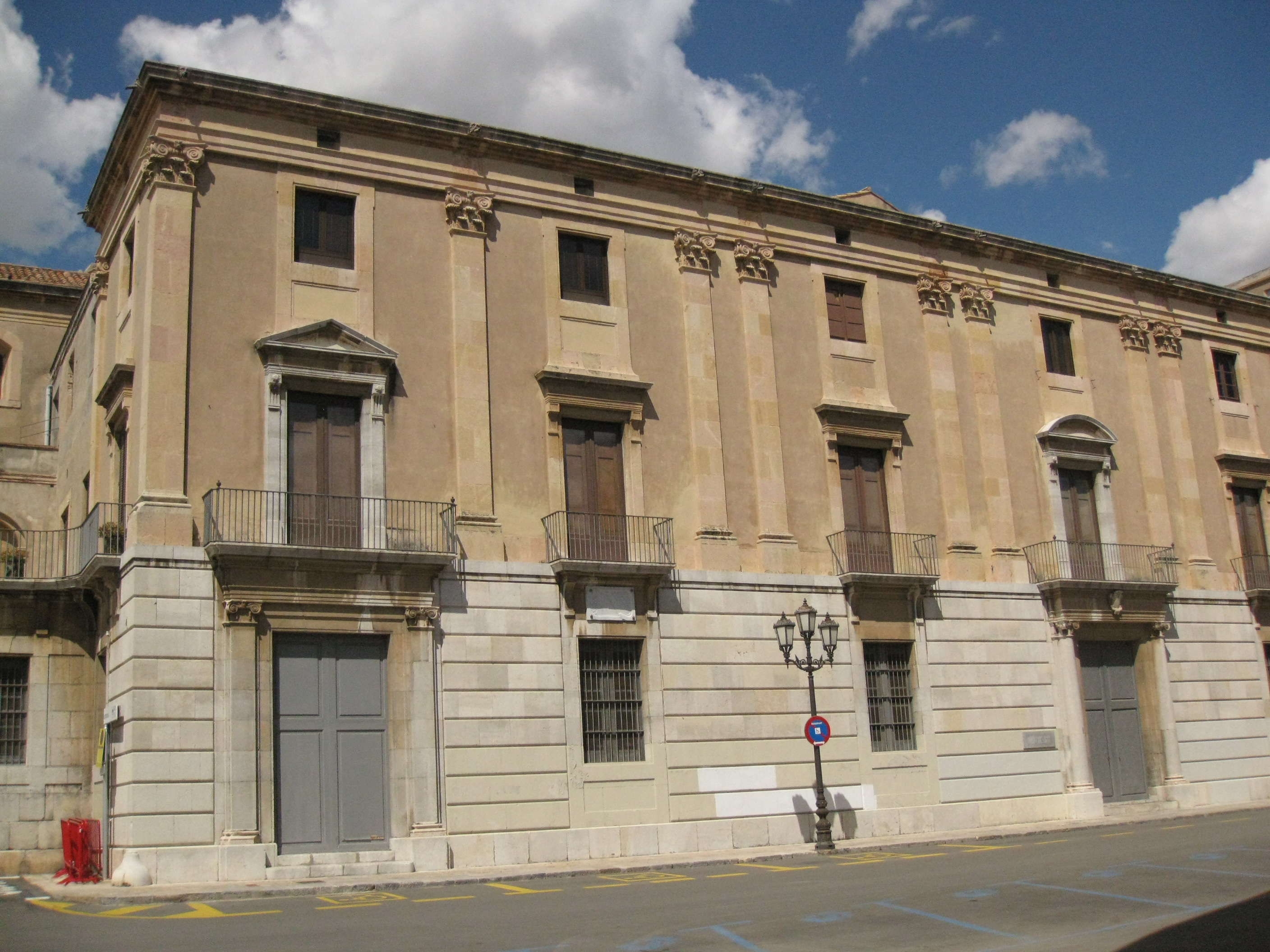
Palais archiépiscopal de Tarragone, où Ferdinand VII signa le manifeste pour mettre fin à la rébellion des Mécontents.

Face à la magnitude de la rébellion et son extension hors de Catalogne, le gouvernement décida l'envoi d'une armée dans la région, dirigée par le comte d'Espagne, absolutiste notoire nommé nouveau capitaine général, en remplacement du marquis de Campo Sagrado (es), doté de larges pouvoirs — comme celui de juger les insurgés en conseil de guerre sans tenir en compte le privilège juridique des militaires et clercs — et, simultanément, l'organisation d'une visite du roi dans la région (où il arriva depuis Valence fin septembre accompagné d'un unique ministre, l'ultra Francisco Tadeo Calomarde) afin de dissiper tout doute concernant son supposé manque de liberté et d'exorter les insurgés à déposer les armes — le motif officiel de la visite était : « examiner par moi-même les causes qui ont produit les inquiétudes de la Catalogne » —,,,,. On a soutenu que l’idée que Ferdinand VII se rende en Catalogne était venue des insurgés lui-même, désireux de faire parvenir personnellement au roi les raisons de leur rébellion puisqu’ils étaient convaincus que dès qu’il les connaîtrait il changerait de gouvernement et de politique — c’est ainsi qu’El Catalán Realista assurait « que si nous avons la chance de voir le Roi, et qu’avec franchise et libre des liens maçonniques nous pouvons lui dire la vérité, tout restera tranquille […] » —. Le 28 septembre fut rendu public un Manifeste de Ferdinand VII depuis le palais archiépiscopal de Tarragone dans lequel il disait que les « vains et absurdes prétextes avec lesquels jusqu'à présent vous avez prétendu justifier votre rébellion » se trouvaient « démentis »

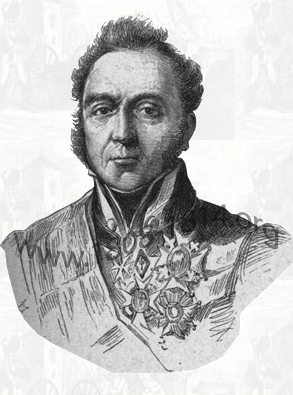
Portrait du général Roger Bernard Charles d'Espagnac de Ramefort, comte d'Espagne, quei dirigea la dure repression contra les Mécontents.

L'effet du manifeste fut immédiat et provoqua la reddition ou la débandade d'un grand nombre d'insurgés. Quelques jours plus tard, Manresa, Vic, Olot et Cervera se rendirent sans résistance. Bien que la rébellion se poursuivît quelques mois supplémentaires, à la mi-octobre on pouvait la considérer comme épuisée,,. Pendant ce temps, les autorités royales menèrent une répression implacable contre les rebelles, avec des exécutions sommaires et la détention de suspects tant en Catalogne que dans le reste de l'Espagne, où le soulèvemement comptait de nombreux autres partisans. En Catalogne la répression fut menée par le comte d'Espagne, qui l'étendit également aux libéraux, après le départ de Catalogne des troupes françaises qui les avait jusqu'alors protégées,. En apprenant les méthodes brutales employées par ce dernier, le roi commenta que « pour ces choses il n’y a personne d’autre ». Selon Emilio La Parra López, « Les Catalans mirent du temps à oublier la dureté pratiquée par le comte d’Espagne dans la répression contre les insurgés ». Tout au long du mois de novembre, les leaders de la révolte furent fusillés (de dos, comme des traîtres), parmi lesquels Joan Rafí Vidal et Narcís Abrés. En février 1828 ce fut le tour de Josep Busoms, fusillé à Olot,,. Des centaines de « Mécontents » furent condamnés à des peines de prison ou déportés à Ceuta, et les ecclésiastiques les plus impliqués furent reclus dans des couvents très éloignés de la Catalogne — ce fut également le cas de la célèbre ultra Josefina de Comerford, grande animatrice de la révolte, qui fut confinée dans un couvent de Séville —.

## Les protagonistes de la rébellion

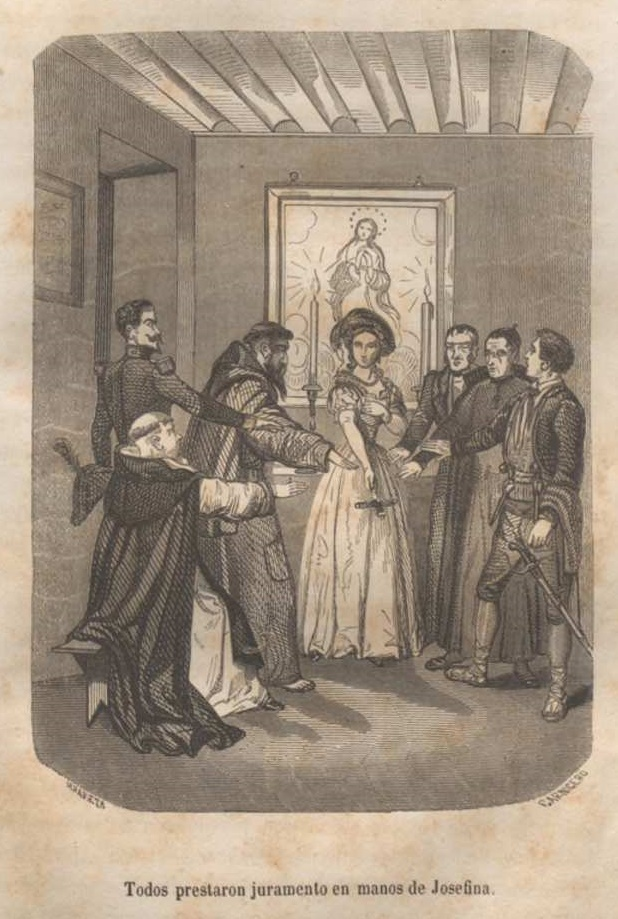
Todos prestaron juramento en manos de Josefina (tous prêtèrent serment dans les mains de Josefina), illustration de Vicente Urrabieta pour le roman de Francisco José Orellana El conde de España o La inquisición militar (Madrid, Librería de León Pablo, 1856), faisant référence à Josefina de Comerford, considérée comme l’une des instigatrices de la guerre des Mécontents. On rapport disait à son propos : désireuse d’occuper une place parmi les femmes célèbres, guidée par son imagination exaltée et romantique, elle devient un tribun du peuple, excite les troubles, admets les conjurés chez elle, dirige leurs plans et les encourage avec sa propre valeur.

Juan Francisco Fuentes a souligné les points communs du soulèvement des « Mécontents » et des tentatives « ultras » antérieures : « le protagonisme du clergé le plus radical, des volontaires royalistes et des "officiers illimités", qui agirent à la tête de leurs factions guerrilleras, réorganisées pour cette occasion. De nouveau, le mal-être que la crise économique provoquait dans d’amples secteurs populaires, qui participèrent activement dans la rébellion contre le gouvernement, eut une grande importance ». Ce dernier point a été souligné par Rafael Sánchez Mantero : « Les participants étaient d’humbles paysans et de simples gens qui se plaignaient des abus de l'administration et des actes arbitraires du Trésor. La dénonciation d’une administration aux mains de francs-maçons et de noirs [de libéraux] était fréquente dans les rangs des lésés. Ce mal-être fut mis à profit par les éléments les plus exaltés du royalisme pour tenter une rébellion »[réf. incomplète]. Ángel Bahamonde et Jesús A. Martínez coïncident : « Il s’agit de classes sociales liées au monde paysan et au monde des métiers en déclin (artisanat de communautés rurales et de petits noyaux urbains), des secteurs résistants aux réformes […], auxquels s’ajoutent les clercs et officiers liés au volontariat [royaliste] […]. Des classes populaires qui ont comme référent le Roi légitime pour maintenir la stabilité dans un monde basé sur les ordres d’Ancien Régime qui s’épuise […] ». Josep Fontana insiste sur l’« étroite relation existante entre mal-être paysan et révolte ultra »  et cite un rapport de la Superintendance générale de la Police (es) : 

« La population des montagnes est uniquement agricole ; la plaine et les ports sont manufacturiers et commerçants. […] Les paysans, plus simples et moins susceptibles de se laisser séduire par l’ambition de fausses théories, sont toujours restés liés à l’ancienne monarchie. En ayant vu leurs champs dévastés et leurs récoltes dévorées par les armées constitutionnelles, ils ont pour elles une haine juste et implacable. […] C'est de ces hommes que provient la plus grande partie des volontaires royalistes de la province, et leurs intentions hostiles contre la population de la plaine, composée de riches fabricants et commerçants, augmentent de jour en jour, car ceux-ci ont toujours un emploi et jouissent d’une existence agréable, tandis que les tristes travailleurs de la montagne souffrent de la plus horrible misère. »

### Le rôle du clergé

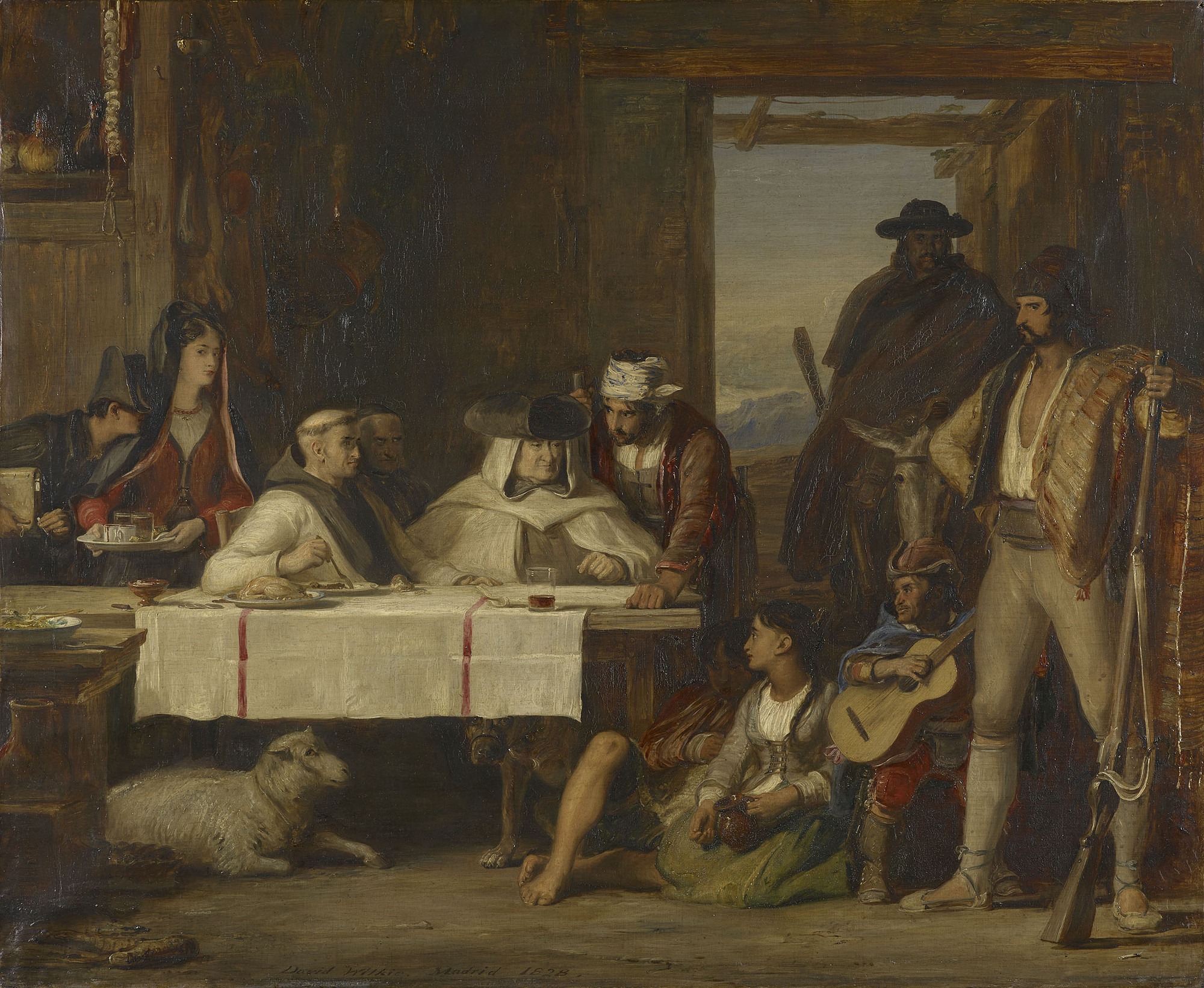
Tableau de David Wilkie représentant la réunion dans une auberge du commandement d’un groupe guérillero parmi lesquels figure un frère religieux. Wilkie fut présent en Espagne entre octobre 1827 et juin 1828.

La rébellion avait bénéficié de l'appui du clergé catalan, qui l'avait encouragée, légitimée et financée, mais dès que le roi arriva à Tarragone elle rejoignit le camp adverse et presque tous les évêques condamnèrent les « Mécontents » et les appelèrent à déposer les armes,. Certains clercs tentèrent de se justifier en rejetant la faute à la franc-maçonnerie, comme ce fut le cas des professeurs de l’université de Cervera,.

L’un des leaders de la révolte, Narcís Abrés (es), surnommé Pixola ou el carnicer (« le boucher » en catalan) dénonça dans une proclamation du 27 septembre le changement de posture des évêques catalans : 

« Il est temps de rompre mon silence et de me défendre […] de la calomnie avec laquelle les évêques de la Principauté nous accusent dans leurs pastorales respectives, en attribuant nos faits héroïques à l’œuvre de sectaires jacobins […]. Quelques uns de ces mêmes prélats savent bien [qu’à] ceux qu’ils appellent désormais meneurs [cabecillas] dénaturalisés, ils nous firent savoir palpablement que le roi était devenu sectaire et que, si nous ne voulions pas voir la religion détruite, l’infant don Carlos devait s’élever au trône. […] Et qu’ont-ils fait ? Ceux qui étaient d’accord nous ont abandonnés sans venir à notre aide, car ils voient le danger et ne veulent pas s’exposer à perdre leurs rondelettes prébendes et postes. »

## Conséquences
Ángel Bahamonde et Jesús A. Martínez ont souligné que l'échec de la guerre des Mécontents marqua un changement de cap pour les royalistes qui, se sentant trompés par un roi légitime qui représentait leurs principes et qu'ils voulaient défendre de prime abord, commencèrent à défendre de plus en plus ouvertement l'alternative incarnée par l'infant Charles de Bourbon. C’est ainsi qu'après l’échec de l’insurrection, l'épicentre de l'action se déplaça dans les conspirations de la cour.

### Le long voyage de retour du monarque
Le roi resta en Catalogne jusqu’au 9 mars 1828 — il résida la plupart du temps à Barcelone, après que les troupes françaises ont abandonné la ville ; « dans ma vie je n’ai vu plus de gens ni plus d’enthousiasme » écrivit-il à propos de la réception que les Barcelonais firent au couple royal — et parcourut par la suite, avec la reine Marie-Josèphe de Saxe, l'Aragon, la Navarre, le Pays basque et la Vieille-Castille pour revenir au palais royal de la Granja de San Ildefonso le 31 juillet. L'entrée triomphale à Madrid se produisit le 11 août et les festivités se prolongèrent durant quatre jours, bien que la population semblât montrer moins d’enthousiasme qu'en 1808 ou en 1814 — les ultras n’avaient rien à célébrer après la défaite des « Mécontents » —.

Ce long séjour de plus de 10 mois a été pour le roi « comme un acte d’affirmation sur sa personne », face à l’appui croissant qu’engrangeait son frère Charles auprès des « ultras »». « Ferdinand VII comprit que le prolongement du voyage était un excellent instrument pour améliorer son image à l’intérieur et à l’extérieur […]. Le succès devant les rebelles catalans put le convaincre que sa présence parmi ses sujets était un instrument extrêmenent efficace, qui ne pouvait que lui apporter des bénéfices personnels ». De fait, « les habitants de toutes les localités visitées, avec ceux qui se déplacèrent depuis les lieux proches pour cette occasion, reçurent les rois avec des acclamations et de grandes manifestations de réjouissance ». Dans le récit officiel du voyage, qui incluait le séjour en Catalogne et fut rédigé sous la supervision de Calomarde, le résultat obtenu par le roi était ainsi résumé :  : 

« Il éteignit la discorde civile, assura la paix, réanima l’industrie, garnit de troupes les places de son royaumes, punit la trahison, ignora les dérives et donna des motifs à la fidélité et à l’affection de ses vassaux. »

## Le «Manifeste des royalistes purs»
À partir de janvier 1827 circula clandestinement dans toute l’Espagne un Manifiesto de la Federación de los Realistas puros a los Españoles (« Manifeste de la fédération des royalistes purs aux Espagnols » en espagnol) qui fut utilisé par les « Mécontents ». L’historien Julio Aróstegui a, mis en doute l’auteur du manifeste, signé à Madrid le 1er novembre 1826 et dans lequel on demandait le renversement « du stupide et criminel Ferdinand de Bourbon » en faveur de son frère, en affirmant que dans la littérature royaliste la figure du Roi avait toujours été sauvegardéé et que ces discréditations ne leur correspondaient pas. Cet auteur soutient que document aurait pu être élaboré par les libéraux exilés pour provoquer des troubles au sein de la famille royale. Quoi qu’il en soit, même si les auteurs du manifestes n’étaient pas royalistes, il est certains que ces derniers en ont fait usage. C’est dans ce document qu’est pour la première fois présente l’idée de la « double légitimité », qui a pu être forgée au Portugal et sera invoquée par les carlistes espagnols. On distingue ainsi la « légitimité d’origine » (celle acquise par héritage) de la « légitimité de l’exercice » : Ferdinand VII doit être détrôné, car bien qu’il soit légitime d’origine, il ne l’est pas par son exercice, étant donné qu’il ne suit pas le programme des royalistes purs. C’est cette idée que recueilleront les « Mécontents ».
Ángel Bahamonde et Jesús A. Martínez partagent également le point de vue d’Aróstegui qui fait du manifeste une « provocation » libérale, mais ils soulignent que « la proclamation de l’infant Charles comme roi n’était pas une nouveauté ». « Sa terminologie et ses connotations s’éloignent des écrits royalistes : le soulèvement de 1820 se trouve justifié, il n’invoque pas les royalistes ni le volontariat mais l’"honnête masse du peuple espagnol", et ce qui est véritablement inédit dans l'attaque, avec un temps dépréciatif et offensant envers le Roi, alors que la propagande royaliste attaquait les serviteurs du Roi et non sa personne, toujours légitime dans ses actes. Ce Manifeste n’était pas royaliste, et sa paternité peut être mis en lien avec les libéraux en exil comme avec les groupes en relation avec la crise portugaise ». Le 1er mars 1827, la Gaceta publiait un ordre royal réclamant des poursuites contre ceux qui diffusaient ou détenaient l’« infâme pamphet » (« Real Orden comunicada al Gobernador del consejo para que persiga a los que expendan o retengan el infame libelo que se cita »). Emilio La Parra López soutient également que le manifeste n’était pas œuvre des royalistes et que cette « Federación de Realistas Puros » (« Fédération de royalistes purs » figurant dans le titre n’avait pas existé, et souligne que le document avait été imprimé hors d’Espagne et introduit depuis Gibraltar.
Josep Fontana est parvenu à reconstruire le processus de falsification, dont il attribue l’idée au financier libéral valencien Vicente Bertrán de Lis Thomas : « Vers le mois de juillet [1827], Bertran de Lis fut expulsé de France sur demande du gouvernement espagnol et s’installa à Bruxelles, d’où, avec l’aide de quelques libéraux, il édita le Manifeste, dont on disait qu’une autre impression avait été réalisée à Londres et qu’ils se proposaient de distribuer largement dans l'Espagne. Ramón César de Conti — un militaire libéral exaltado qui était à la solde de la police de Ferdinand VII — fut chargé de les emmener à Gibraltar et de les distribuer ainsi sur la côte, jusqu’à Barcelone, depuis une embarcation à vapeur (de retour il se vanterait d’avoir influencé sur le début de la guerre des Mécontents ». D’autre part, Fontana souligne également que le gouvernement le considéra aussi comme une manipulation des libéraux. « Calomarde lui-même [le secrétaire du Bureau de Grâce et Justice] dénonça dans la Gaceta ce pamphlet libéral, "imprimé in-octavo en quatre feuilles de papier et lettre étrangère", et qualifia d’absurde la supposition selon laquelle il y aurait une "faction composée par toutes les classes qui ont fait le plus de sacrifices pour la défense du trône légitime et de la souveraineté de S.M." disposée à détrôner Fernando et, plus encore, que quelqu’un pense que Carlos, "fidèle frère et inséparable compagnon de S.M. dans tous ses malheurs", pouvait s’y prêter ».